# قلیچ (شهر)
قلیچ (به لاتین: Klych) یک منطقه مسکونی در جمهوری آذربایجان است که در شهرستان آب‌شوران واقع شده است.